# Retrospect - 10th Anniversary
Retrospect è il secondo album video e il terzo album dal vivo del gruppo musicale olandese Epica, pubblicato l'8 novembre 2013 dalla Nuclear Blast.

## Descrizione
Retrospect contiene il concerto tenuto dal gruppo il 24 aprile 2013 al Klokgebouw di Eindhoven per celebrare i dieci anni di carriera. Il concerto si è svolto insieme a un'orchestra di settanta elementi (Extended Reményi Ede Chamber Orchestra) e a un coro di quaranta (Coro del Teatro Nazionale di Miskolc), gli stessi presenti nel concerto immortalato nell'album dal vivo The Classical Conspiracy - Live in Miskolc, Hungary. Hanno partecipato anche Floor Jansen, alcuni ex componenti degli Epica (Ad Sluijter, Yves Huts e Jeroen Simons) e delle tessutiste acrobatiche circensi durante Chasing the Dragon.
Trattandosi di un concerto celebrativo della carriera degli Epica, sono stati eseguiti brani provenienti da tutti gli album in studio pubblicati fino a quel momento. È stato anche eseguito un brano inedito scritto appositamente per l'occasione, dal titolo Retrospect. Per l'occasione è stato eseguito anche un medley orchestrale, composto da Feint, Fools of Damnation, Mother of Light, Kingdom of Heaven, Run for a Fall e Deep Water Horizon; Battle of the Heroes & Imperial March è invece un medley di due brani tratti dalla saga di Star Wars. Stabat Mater Dolorosa è una cover di Stabat Mater di Giovanni Battista Pergolesi e infine Presto è tratto da Le quattro stagioni di Antonio Vivaldi.
Sono state inoltre eseguite per la prima volta dal vivo Twin Flames e, ovviamente, Retrospect mentre The Divine Conspiracy è stata eseguita per la seconda volta dal vivo (la prima risale al 19 ottobre 2007), ma in una versione accorciata appositamente per l'occasione. Infine, The Phantom Agony è stata riadattata con delle parti dance.

## Pubblicazione
Anticipato dalla versione dal vivo di Unleashed, pubblicato digitalmente il 25 ottobre 2013, l'album è stato reso disponibile in edizione standard su doppio DVD o doppio BD e deluxe con l'aggiunta di tre CD, oltre a figurare un libro in hardcover di 32 pagine. Nella sua versione audio, è stato successivamente reso disponibile anche per lo streaming e il download digitale.
Grazie a questa pubblicazione il gruppo ha ricevuto una candidatura al premio messicano Lunas del Auditorio, nella categoria "Best Alternative Live".

## Tracce
DVD 1
1. Introspect
2. Monopoly on Truth
3. Sensorium
4. Unleashed
5. Martyr of the Free Word
6. Chasing the Dragon
7. Presto
8. Never Enough
9. Stabat Mater Dolorosa
10. Twin Flames
11. Serenade of Self-Destruction
12. Orchestral Medley
13. The Divine Conspiracy - Anniversary Edition
14. Delirium
15. Blank Infinity

DVD 2
1. The Obsessive Devotion
2. Retrospect
3. Battle of the Heroes & Imperial March
4. Quietus
5. The Phantom Agony
6. Cry for the Moon
7. Sancta Terra
8. Design Your Universe
9. Storm the Sorrow
10. Consign to Oblivion
11. Outrospect

CD bonus nell'edizione deluxe e per lo streaming
- CD 1

1. Introspect – 4:20
2. Monopoly on Truth – 7:08
3. Sensorium – 6:04
4. Unleashed – 6:23
5. Martyr of the Free Word – 6:24
6. Chasing the Dragon – 8:08
7. Presto – 3:07
8. Never Enough – 5:47
9. Stabat Mater Dolorosa – 4:08
10. Twin Flames – 5:02

- CD 2

1. Serenade of Self-Destruction – 10:09
2. Orchestral Medley – 7:52
3. The Divine Conspiracy - Anniversary Edition – 7:38
4. Delirium – 6:10
5. Blank Infinity – 5:03
6. The Obsessive Devotion – 7:56
7. Retrospect – 4:27
8. Battle of the Heroes & Imperial March – 6:25
9. Quietus – 3:59
10. The Phantom Agony – 9:21

- CD 3

1. Cry for the Moon – 12:23
2. Sancta Terra – 5:49
3. Design Your Universe – 11:09
4. Storm the Sorrow – 5:42
5. Consign to Oblivion – 9:43
6. Outrospect – 3:57

## Formazione
Gruppo
- Simone Simons – voce
- Mark Jansen – chitarra ritmica, grunt e scream
- Isaac Delahaye – chitarra solista, grunt
- Rob van der Loo – basso
- Coen Janssen – tastiera
- Ariën van Weesenbeek – batteria

Altri musicisti
- Tamás Kriston – violino solista (DVD 1: traccia 7)
- Floor Jansen – voce aggiuntiva (DVD 1: traccia 9; DVD 2: traccia 7)
- Ad Sluijter – chitarra aggiuntiva (DVD 2: traccia 4)
- Yves Huts – basso aggiuntivo (DVD 2: traccia 4)
- Jeroen Simons – batteria aggiuntiva (DVD 2: traccia 4)

## Classifiche
| Classifica (2013)         | Posizione massima |
| ------------------------- | ----------------- |
| Belgio (Fiandre)          | 135               |
| Belgio (Vallonia)         | 195               |
| Francia                   | 136               |
| Germania                  | 46                |
| Paesi Bassi               | 7                 |
| Stati Uniti (heatseekers) | 32                |
| Svizzera                  | 9                 |

## Date di pubblicazione
| Paese                 | Data di pubblicazione | Formati                                          |
| --------------------- | --------------------- | ------------------------------------------------ |
| Unione Europea        | 8 novembre 2013       | 2 DVD, 2 DVD+3 CD, 2 BD+3 DVD, download digitale |
| Regno Unito           | 11 novembre 2013      | 2 DVD, 2 DVD+3 CD, 2 BD+3 DVD, download digitale |
| Stati Uniti d'America | 26 novembre 2013      | 2 DVD, 2 DVD+3 CD, 2 BD+3 DVD, download digitale |
| Mondo                 | 27 novembre 2013      | 2 DVD, 2 DVD+3 CD, 2 BD+3 DVD, download digitale |